# 袁豹
袁豹（373年—413年），字士蔚，陈郡阳夏（今河南太康）人。東晉歷陽郡太守袁耽孫，尚書左僕射袁湛二弟。袁豹在晉官至丹楊尹。

## 生平
袁豹為人好學，常閱讀書典，見識廣博。初任著作佐郎，後任衞將軍桓謙的記室參軍。元興三年（404年），劉裕討伐桓玄，以大將軍陵王司馬遵承制，袁豹又任其記室參軍。同年改任孟昶的司馬，一年多後又先後轉司徒左西屬及撫軍諮議參軍，領記室。不久又轉撫軍司馬，遷御史中丞。
義熙六年（410年）丹楊尹孟昶自殺，袁豹接任為丹楊尹。後因事降為太尉諮議參軍，後轉任長史。义熙八年（412年），劉裕討伐劉毅，袁豹亦隨軍至江陵。同年年末，劉裕命朱齡石進攻西蜀，亦由袁豹撰寫檄文。
義熙九年（413年），袁豹去世。同年朱齡石滅西蜀，袁豹於次年因參與伐蜀的功勳，獲追封南昌縣五等子。

## 性格特徵
袁豹长于议论，善言雅俗，比較古今之事時都會以誦讀吟唱表達，令聽眾聽多久也不覺疲累。著有文集八卷

## 逸事
袁豹並不信佛，一次僧人覺賢與慧觀到袁豹府中求食，袁豹就很待薄他們。覺賢見此，未吃飽就說要走了。袁豹認為他們未飽，出言要他們多留一會，不過覺賢直指袁豹施捨的心有限，給他們的都已吃完了。袁豹立即命人取食物來，誰知得來的回答竟真是沒有食物了。袁豹感到慚愧，亦對覺賢的能力感到驚訝。

## 子女
- 袁洵，官至輔國將軍、吳國內史。
- 袁濯，揚州秀才，早卒。
- 袁淑，袁豹幼子，歷任御史中丞、太子左衞率。太子劉劭發動政變奪位時袁淑並不合作，因而被殺。